# Squamicapilla
Squamicapilla is een geslacht van vlinders uit de familie van de Metarbelidae. De wetenschappelijke naam van dit geslacht is voor het eerst gepubliceerd in 1908 door Wilhelm Schultze.
Dit geslacht is monotypisch, dat wil zeggen dat het maar één soort heeft namelijk Squamicapilla arenata Schultze, 1908 uit de Filipijnen.